# トム・ディクソン
トム・ディクソン（英語: Tom Dickson, 1962年7月14日 - ）は、アメリカ合衆国カリフォルニア州出身の男性元フィギュアスケート選手で、のちにフィギュアスケートコーチ、振付師。妻は振付師のカタリナ・リンデン。

## 経歴
1980年に全米選手権ジュニアクラスで優勝、また同年のネーベルホルン杯ではブライアン・オーサーを破り優勝した。
1984年に全米選手権は5位で終り、この年に引退した。
引退後はショーでカタリナ・リンデンとペアを組んで活躍した。

## 振付
ブロードモア・スケーティングクラブに所属し、今まで国内外問わず数多くのスケーターに振付をしている。
- ジェレミー・アボット
- ヴォーン・チピアー
- レイチェル・フラット
- ライアン・ヤンキー
- 金彩華
- 金妍兒
- アン・パトリス・マクドノー
- ブランドン・ムロズ
- 太田由希奈
- ジャマル・オスマン
- アンドレイ・ルタイ
- デイモン・アレン
- パーカー・ペニントン
- マシュー・サボイ
- 澤田亜紀
- 武田奈也
- アグネス・ザワツキー
- キャロライン・ジャン
- 北村明子
- 神崎範之
- ロス・マイナー
- ライアン・ブラッドレイ
- 宮原知子
- アルトゥール・ガチンスキー
- 本田真凜
- 紀平梨花「beautiful storm」「Engel of the peace」など